# Église de l'Assomption-de-la-Vierge de Roppeviller
Pour les articles homonymes, voir Église de l'Assomption.
L'église de l'Assomption-de-la-Vierge se situe dans le village de Roppeviller et le département français de la Moselle.

## Histoire
Du point de vue du spirituel, Roppeviller est une succursale de Walschbronn jusqu'en 1802, avant d'être érigée en paroisse de l'archiprêtré de Volmunster en 1804. L'église, dédiée à l'Assomption de la Vierge, est construite en 1791 et la tour-clocher de style roman ajoutée dans la seconde moitié du XIXe siècle. Curieusement placée à l'écart de l'axe principal de l'agglomération, l'église surplombe le village au sud.

## Édifice
Se rattachant par leur morphologie au mobilier baroque des églises d'Alsace et d'Allemagne méridionale, les bancs du XVIIIe siècle en chêne, au profil chantourné, sont richement décorés  de rinceaux végétaux, variant d'une jouée à l'autre.
Comme les bancs, la chaire à prêcher proviendrait de l'église de l'ancienne abbaye de Sturzelbronn. Datant peut-être du second quart du XVIIIe siècle et intégrée à un lambris, elle est formée d'une cuve rythmée par des colonnettes torses, aux faces creusées de niches abritant les statues des quatre évangélistes. Des têtes d'angelots timbrent les forts ressauts de l'abat-voix, tandis que le monogramme du Christ dans une nuée rayonnante, occupe toute la surface du dorsal.
L'église conserve un ciboire en argent doré, formé d'un pied circulaire dont la large bordure en cavet porte un décor repoussé à motifs végétaux, et portant le poinçon de Charles-Nicolas Le Poire, reçu maître-orfèvre à Bitche en 1759. Le nœud piriforme, entre deux collerettes, estorné de palmettes et de feuilles d'eau ciselées, présentes aussi sur le couvercle à la curieuse forme conique. Comme le ciboire de Weidesheim conservé à Kalhausen, attribué au même orfèvre, cette pièce accuse un grand retard, tant bien dans la forme que dans le décor.